# Чхунсук (ван Корё)
Чхунсук-ван (кор. 충숙왕, 忠肅王, Chungsuk-wang) — 27-й государь (ван) корейского государства Корё, правивший в 1313—1330 и 1332–1339 годах. Первоначальное имя — То. Изменённое имя — Ман. Монгольское имя — Аратнашири (кор. Аранультхыксилли).
Посмертные титулы — Чхунсук Ыйхё-тэван.